# Tanja Cizej
Tanja Baletić Cizej (1950) è un'ex sciatrice alpina slovena che gareggiò per la nazionale jugoslava.

## Biografia
Tanja Cizej, sciatrice polivalente con maggior propensione alle prove tecniche, debuttò in campo internazionale in occasione del trofeo Zlata lisica 1968, a Maribor (60ª nello slalom gigante del 20 gennaio, 20ª nello slalom speciale del giorno seguente); nelle stagioni successivi partecipò alle gare di Coppa del Mondo disputate a Maribor, circuito nel quale esordì il 17 gennaio 1970 in slalom gigante (53ª), e ai Mondiali di Val Gardena 1970, sua unica presenza iridata, si classificò 38ª nello slalom gigante e non completò la discesa libera e lo slalom speciale. Sempre gareggiando solo a Maribor in Coppa del Mondo ottenne il miglior risultato il 4 gennaio 1971 in slalom speciale (29ª) e prese per l'ultima volta il via il 7 gennaio 1972 in slalom gigante (39ª, suo ultimo piazzamento agonistico); non prese parte a rassegne olimpiche.

## Palmarès

### Campionati jugoslavi
- 2 ori (slalom gigante, combinata nel 1971)[1]